# Rottershausen

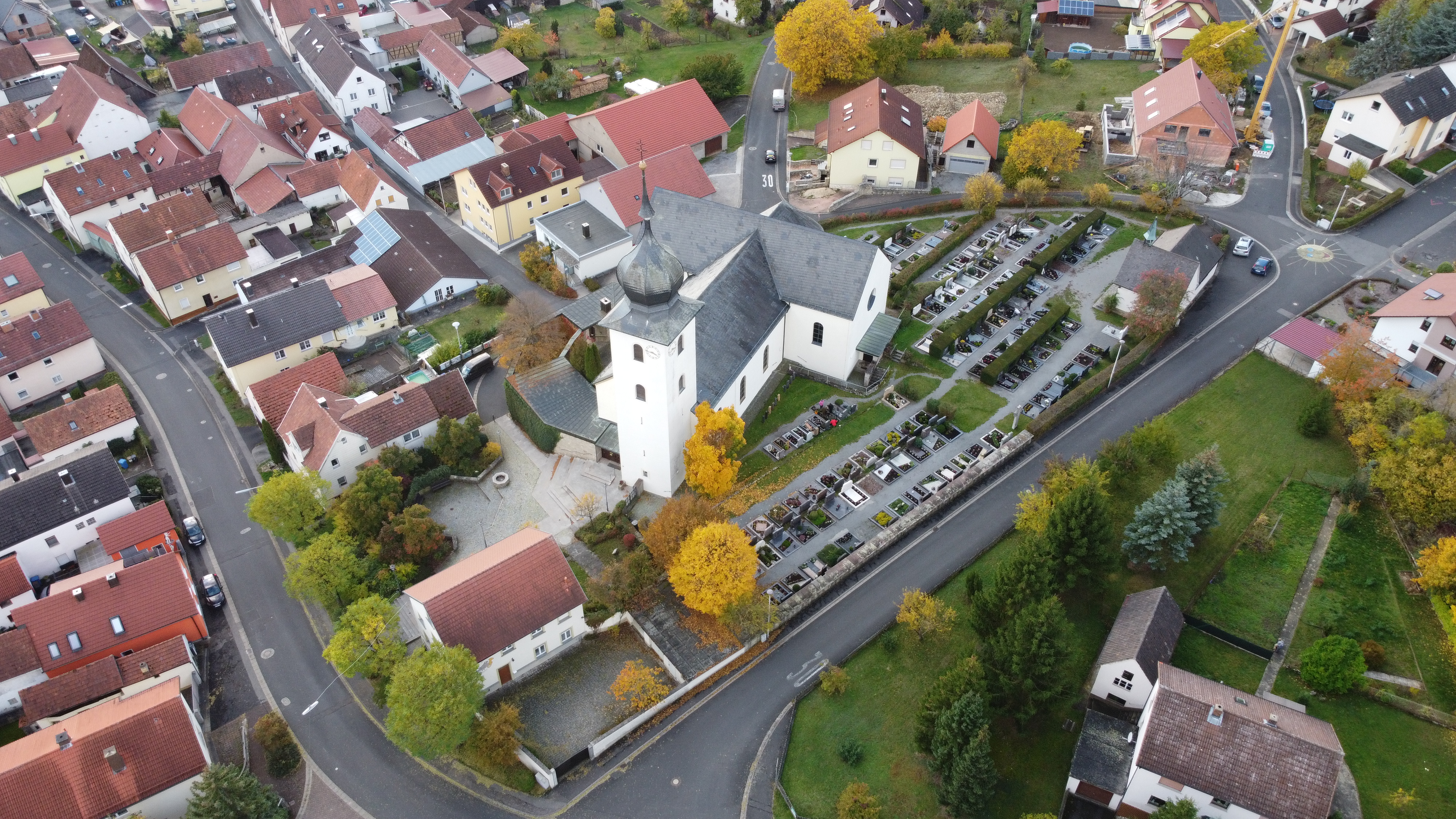
Luftaufnahme von der Katholischen Kirche St. Dionysius

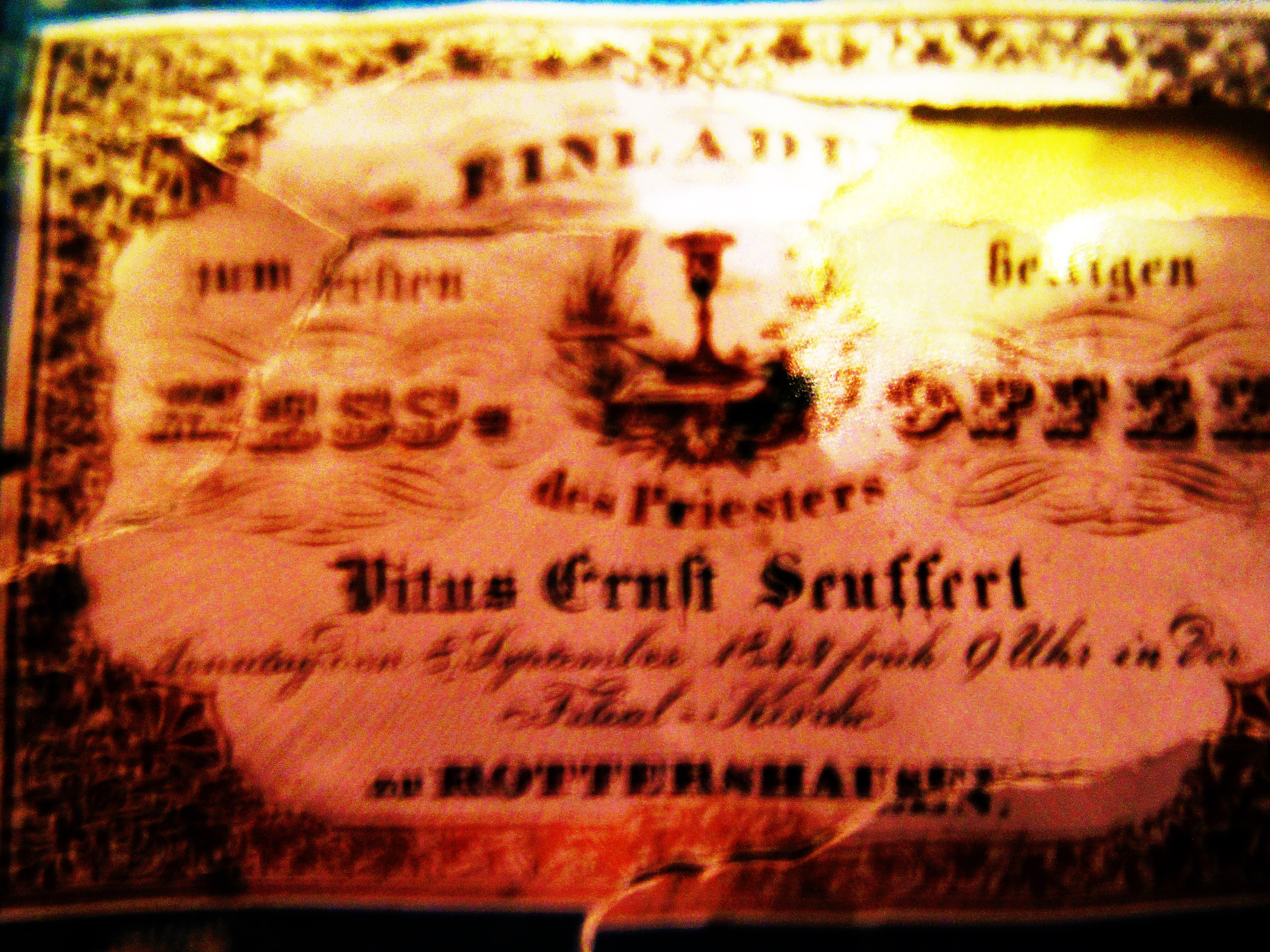
Einladung zur Heimatprimiz 1844

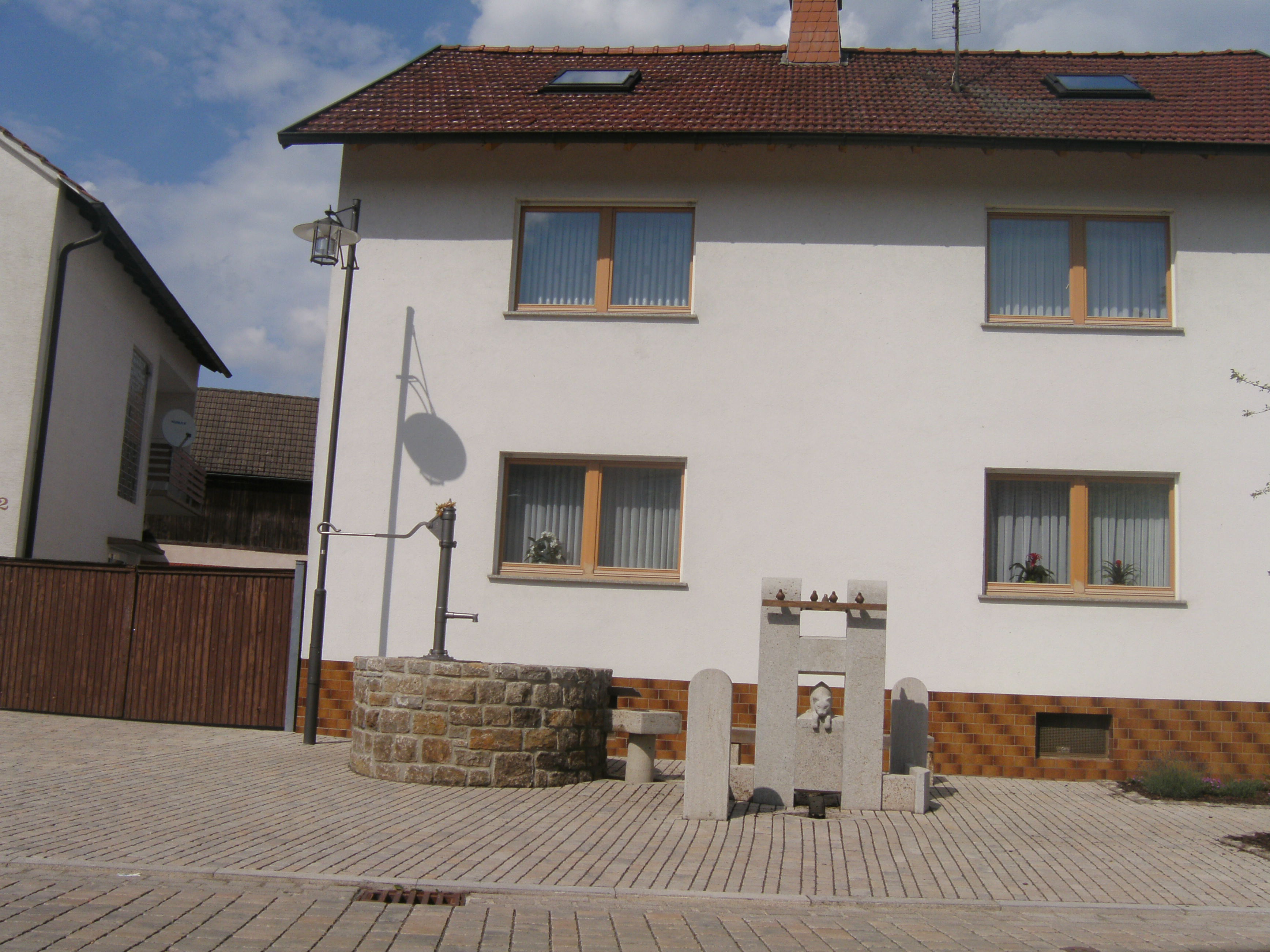
Brunnen in der Dorfmitte

Rottershausen ist ein Gemeindeteil der Gemeinde Oerlenbach im unterfränkischen Landkreis Bad Kissingen in Bayern.

## Geographische Lage
Das Pfarrdorf Rottershausen liegt nordöstlich von Oerlenbach.
Die nächste Autobahnabfahrt ist Nr.28, Bad Kissingen an der Bundesautobahn 71.
In Ortsnähe befindet sich ein im Dezember 2006 neu eröffneter Haltepunkt an der Bahnstrecke Schweinfurt–Meiningen; der schon seit Jahren aufgelassene nördlich des Ortes gelegene Bahnhof Rottershausen war Ausgangspunkt der im Jahr 1900 eröffneten Bahnstrecke Rottershausen–Stadtlauringen, auch Lauertalbahn genannt, die 1960 stillgelegt und abgebaut wurde.

## Geschichte
Die erste bekannte urkundliche Erwähnung von Rottershausen stammt aus dem Jahr 1055 als „Rotershusen“. Der Ortsname wandelte sich im Lauf der Zeit zu „Rathershausen“ (1202), „Rotershauszen“ (1378), „Ratershusen“ (1386) und „Rodtershausen“ (1686); danach wurde der heutige Name „Rottershausen“ üblich. Wahrscheinlich war ein Rathar von Münster Namensgeber des Ortes, der in der Region umfangreiche Güter besaß; Rottershausen würde demnach die Häuser des Rathar bedeuten. Im Jahr 1359 ging der Ort in den Besitz des Schultheisen Fritz Schmitt aus Schweinfurt und wurde 1554 gemeinsam mit Rannungen durch den Würzburger Fürstbischof Melchior Zobel von Giebelstadt an die Herren von Münster verpfändet. Am Ende des Dreißigjährigen Kriegs war nur noch etwa die Hälfte der verbliebenen 33 Wohnhäuser bewohnbar. Ab 1670 gehörte Rottershausen zum Amt Ebenhausen.
Die Bayerische Uraufnahme zeigt Rottershausen in den 1810er Jahren als einen Marktflecken mit 62 Herdstellen südlich der Kirche mit ihrem Gottesacker sowie drei Weihern. Die landwirtschaftlichen Wirtschaftsflächen sind durch Erbfolge stark kleinräumig zersiedelt.
Die Kirchturm von St. Dionysius stammt aus dem 15. Jahrhundert und das Langhaus wurde 1859 umfassend erweitert. Sie ist als Baudenkmal geschützt. Weiterhin sind etliche Bildstöcke, Wegkreuze und ein ehemaliges Wohnstallhaus an historischer Bausubstanz in situ erhalten. Siehe auch: Liste der Baudenkmale in Rottershausen
Am 1. Januar 1972 wurde Rottershausen im Rahmen der Gebietsreform in Bayern nach Oerlenbach eingemeindet.

## Bevölkerungsentwicklung
| Jahr | Einwohner |
| ---- | --------- |
| 1595 | ca. 491   |
| 1813 | ca. 280   |
| 1866 | ca. 397   |
| 1904 | 470       |
| 1939 | 655       |
| 1950 | 782       |
| 1961 | 930       |
| 1971 | 923       |
| 2007 | 963       |

## Persönlichkeiten
- Vitus Ernst Seuffert (* Rottershausen), als Stadtpfarrer von Hammelburg ab 27. März 1855 genannt